# Rodrigo Vilela
Rodrigo Abreu de Sá Vilela (Lisbona, 15 marzo 1995) è un calciatore portoghese, centrocampista dell Louletano.

## Carriera
Dopo aver giocato a lungo nelle serie inferiori portoghesi, il 1º luglio 2020 viene acquistato a titolo definitivo dalla squadra bulgara del Černo More Varna.

## Statistiche

### Presenze e reti nei club
Statistiche aggiornate al 25 maggio 2022.
| Stagione                | Squadra                 | Campionato              | Campionato | Campionato | Coppe nazionali | Coppe nazionali | Coppe nazionali | Coppe continentali | Coppe continentali | Coppe continentali | Altre coppe | Altre coppe | Altre coppe | Totale | Totale |
| Stagione                | Squadra                 | Comp                    | Pres       | Reti       | Comp            | Pres            | Reti            | Comp               | Pres               | Reti               | Comp        | Pres        | Reti        | Pres   | Reti   |
| ----------------------- | ----------------------- | ----------------------- | ---------- | ---------- | --------------- | --------------- | --------------- | ------------------ | ------------------ | ------------------ | ----------- | ----------- | ----------- | ------ | ------ |
| 2012-2013               | Louletano               | CdP                     | 2          | 0          | CP              | 0               | 0               |                    | -                  | -                  |             | -           | -           | 2      | 0      |
| 2013-2014               | Louletano               | CdP                     | 2          | 0          | CP              | 0               | 0               |                    | -                  | -                  |             | -           | -           | 2      | 0      |
| 2014-2015               | Louletano               | CdP                     | 15         | 0          | CP              | 0               | 0               |                    | -                  | -                  |             | -           | -           | 15     | 0      |
| 2015-2016               | Louletano               | CdP                     | 29         | 1          | CP              | 0               | 0               |                    | -                  | -                  |             | -           | -           | 29     | 1      |
| 2016-2017               | Louletano               | CdP                     | 15         | 0          | CP              | 0               | 0               |                    | -                  | -                  |             | -           | -           | 15     | 0      |
| 2017-2018               | Louletano               | CdP                     | 28         | 3          | CP              | 0               | 0               |                    | -                  | -                  |             | -           | -           | 28     | 3      |
| Totale Louletano        | Totale Louletano        | Totale Louletano        | 91         | 4          |                 | 0               | 0               |                    | -                  | -                  |             | -           | -           | 91     | 4      |
| 2018-2019               | Académica               | LdH                     | 1          | 0          | CP+CdL          | 0               | 0               |                    | -                  | -                  |             | -           | -           | 1      | 0      |
| 2019-2020               | Torreense               | CdP                     | 20         | 2          | CP              | 0               | 0               |                    | -                  | -                  |             | -           | -           | 20     | 2      |
| 2020-2021               | Černo More Varna        | 1L                      | 12+7       | 0          | CB              | 1               | 2               |                    | -                  | -                  |             | -           | -           | 20     | 2      |
| 2021-2022               | Černo More Varna        | 1L                      | 13+2       | 0          | CB              | 0               | 0               |                    | -                  | -                  |             | -           | -           | 15     | 0      |
| Totale Černo More Varna | Totale Černo More Varna | Totale Černo More Varna | 34         | 0          |                 | 1               | 2               |                    | -                  | -                  |             | -           | -           | 35     | 2      |
| Totale carriera         | Totale carriera         | Totale carriera         | 146        | 6          |                 | 1               | 2               |                    | -                  | -                  |             | -           | -           | 147    | 8      |